# Johann Konrad Richthausen von Chaos
Johann Konrad Richthausen, seit 1653 Freiherr von Chaos, (* 27. November 1604 in Wien; † 25. Juli 1663 in Schemnitz, heute Banská Štiavnica) war ein österreichischer Chemiker, Münzfachmann und Mäzen.
Richthausen, der Sohn eines Kaufmanns, beschäftigte sich als Alchimist mit der Goldmacherei und soll dabei, man weiß nicht durch welche Täuschung, Erfolge dargestellt haben. Zunächst Münzmeister in Brünn und Wien, wurde er 1654 Obersterblandmünzmeister in Österreich unter und ob der Enns (in etwa äquivalent dem heutigen Nieder- und Oberösterreich). 1659 wurde er Oberkammergraf in den oberungarischen (heute slowakischen) Bergbaustädten. 1653 wurde Richthausen wegen angeblicher finanzieller Unregelmäßigkeiten verhaftet, aber bald rehabilitiert und nobilitiert. Sein Adelsprädikat hat er selbst gewählt. In seinem Testament setzte er die Chaos'sche Stiftung für Waisenkinder zum Erben ein. Im Jahr 1674 wurde der Leichnam des Freiherrn in die Chaos'sche Stiftskapelle überführt, welche an die Wiener Bürgerspitalkirche angebaut war. Nach Auflassung der Bürgerspitalkirche wurde der Leichnam des Freiherrn in die Kirche des Waisenhauses am Rennweg überführt, welche 1783 zur Pfarrkirche erhoben wurde (Pfarrkirche Rennweg).
Die Richthausenstraße im 17. Wiener Bezirk Hernals ist nach ihm benannt, die Stiftgasse im 7. Bezirk Neubau nach seiner Stiftung.